# Stephensia sumatrana
Stephensia sumatrana är en svampart som beskrevs av Boedijn 1939. Stephensia sumatrana ingår i släktet Stephensia och familjen Pyronemataceae.   Inga underarter finns listade i Catalogue of Life.